# Karl Ameriks
Pour les articles homonymes, voir Ameriks.
Karl Peter Ameriks, né le 5 novembre 1947 à Munich en Allemagne et mort le 28 avril 2025 à Mishawaka en Indiana, est un philosophe américain. Il est professeur de philosophie McMahon-Hank à l'université Notre-Dame-du-Lac. Ameriks est étudiant de l'université Yale, A.B., summa cum laude (1969), Ph.D. en 1973, où il écrit sa thèse sous la direction de Karsten Harries. Il est considéré comme l'un des plus grands spécialistes de la philosophie de Kant et a beaucoup écrit sur l'histoire de la philosophie continentale et moderne. Ameriks coédite la série des Cambridge Texts en histoire de la philosophie. Il est élu membre de l'American Academy of Arts and Sciences en 2009.

## Source de la traduction
- (en) Cet article est partiellement ou en totalité issu de l’article de Wikipédia en anglais intitulé « Karl Ameriks » (voir la liste des auteurs).